# Психопрактика
Психопрактика (психотехническая практика) — обобщенный термин, обозначающий сферу и способы использования психологических знаний в практической жизни и деятельности людей.
В 1927 году Л. С. Выготский, обсуждая кризис в психологии, утверждал, что психологическая наука должна ориентироваться на психопрактики, психопрактики должны строиться с оглядкой на инженерию, а сама психологическая теория должна напоминать естественную науку. 
В российском религиоведении термин «психотехническая практика» (психопрактика, психотехника) может употребляться как синоним религиозной или духовной практики.